# Verstorbener
Ein Verstorbener ist ein gestorbener Mensch vom Zeitpunkt seines Todes bis zum Ablauf seines postmortalen Persönlichkeitsschutzes. Das Andenken Verstorbener ist strafrechtlich vor Verunglimpfung geschützt (§ 189 des Strafgesetzbuches). Nach der Bestattung oder dem Auffinden eines leblosen Vermissten spricht man (auch) von einem Toten. Der Begriff Verstorbener ist zu unterscheiden von den Begriffen Leiche oder Leichnam, die nur den Körper bezeichnen.